# Naturschutzgebiet Spitzer Kahlenberg
Das Naturschutzgebiet Spitzer Kahlenberg mit einer Größe von 2,5 ha liegt östlich von Stockum im Stadtgebiet von Sundern (Sauerland). Das Gebiet wurde 1993 mit dem Landschaftsplan Sundern durch den Hochsauerlandkreis als Naturschutzgebiet ausgewiesen. Das Gebiet wurde 1993 mit dem Landschaftsplan Sundern durch den Kreistag des Hochsauerlandkreises erstmals als Naturschutzgebiet (NSG) mit einer Flächengröße von 2,3 ha ausgewiesen. Bei der Neuaufstellung des Landschaftsplaners Sundern wurde das NSG erneut ausgewiesen und vergrößert. Das NSG grenzt an das Landschaftsschutzgebiet Sundern.

## Gebietsbeschreibung
Das NSG liegt sehr exponiert und landschaftsbildprägend auf dem 454 m hohen, kegelförmigen Spitzen Kahlenberg. Auf der Bergkuppe befindet sich ein von weitem sichtbares Gipfelkreuz. Auf dem Gipfel findet sich eine von der Heidelbeere dominierte Beerenstrauchheide. Das Vorkommen der Krähenbeere konnte hier ab 1998 nicht mehr nachgewiesen werden. Die Krähenbeere hatte hier einen völlig isolierten Standort außerhalb ihres nördlichen Hauptverbreitungsgebietes. An den Steilhängen unterhalb der Heide schließt sich ein durchgewachsener, strukturreicher, lichter Birken-Eichen-Niederwald an. Der skelettreiche, fast grusige, Untergrund ist äußerst mager und deshalb schlecht wüchsig. Am Oberhang stehen knorrig wachsende Bäume, darunter alte Eichen, Birken, teilweise auch „bizarre“ schützenswerte, mehrstämmige, alte Kiefern. Die grasreiche Krautschicht wird meist von der Drahtschmiele, fleckenhaft von der Heidelbeere beherrscht, an Offenboden-Standorten auch Strauchflechten. Im Norden sind einige Fichten in den Bestand eingewandert. Das NSG ist von Fichtenwald umgeben.

## Schutzzweck
Das NSG soll den Wald mit den dortigen Arten schützen. Wie bei allen Naturschutzgebieten in Deutschland wurde in der Schutzausweisung darauf hingewiesen, dass das Gebiet „wegen der Seltenheit, besonderen Eigenart und Schönheit des Gebietes“ zum Naturschutzgebiet wurde.